# Ophiothrix exigua
Ophiothrix exigua är en ormstjärneart som beskrevs av George Richard Lyman 1874. Ophiothrix exigua ingår i släktet Ophiothrix och familjen Ophiothrichidae. Inga underarter finns listade i Catalogue of Life.